# Cabarete
Cabarete is een gemeentedistrict (distrito municipal) in de Dominicaanse Republiek, aan de noordkust, zo'n 35 km ten oosten van Puerto Plata. Bij Cabarete staat het hele jaar door wind, waardoor er met name veel windsurfers en kitesurfers op afkomen.
In Cabarete wordt elk jaar een internationale kitesurf-wedstrijd gehouden, georganiseerd door de PKRA. De wedstrijd is op het zogenaamde 'kitebeach'.
Cabarete bevindt zich op de Camino Cinco (Vijfde Weg), ongeveer 11 mijl (18 km) van de luchthaven in Puerto Plata, La Union Airport.

## Bestuurlijke indeling
Het gemeentedistrict bestaat uit drie secties (sección):
Cabarete (zona urbana), La Catalina en La Goleta.